# Kendrick Nunn
Kendrick Melvin Nunn (Chicago, Illinois, 3 de agosto de 1995) es un baloncestista estadounidense que pertenece a la plantilla del Panathinaikos BC de la A1 Ethniki griega. Con 1,91 metros de estatura, juega en la posición de base.

## Trayectoria deportiva

### Universidad
Jugó tres temporadas con los Fighting Illini de la Universidad de Illinois, en las que promedió 10,6 puntos, 3,3 rebotes y 1,6 asistencias por partido. En su primera temporada fue incluido en el mejor quinteto freshman de la Big Ten Conference. En mayo de 2016 fue despedido del equipo por un cargo menor de violencia doméstica, tras golpear a una mujer en la cabeza.
Un mes más tarde fue transferido a los Golden Grizzlies de la Universidad de Oakland, donde tras pasar un año en blanco impuesto por la NCAA, disputó una última temporada, en la que promedió 25,9 puntos, 4,7 rebotes, 3,8 asistencias y 1,5 robos de balón por partido, siendo elegido Jugador del Año de la Horizon League. Esa temporada lideró la División I de la NCAA en triples anotados por partido, con 4,47.

#### Estadísticas
| Año     | Equipo   | PJ       | PT       | MPP      | %TC      | %3P      | %TL      | RPP      | APP      | ROB      | TPP      | PPP      |
| ------- | -------- | -------- | -------- | -------- | -------- | -------- | -------- | -------- | -------- | -------- | -------- | -------- |
| 2013–14 | Illinois | 35       | 12       | 19.5     | 45.6     | 38.8     | 80.8     | 1.7      | 1.1      | 0.6      | 0.1      | 6.2      |
| 2014–15 | Illinois | 33       | 24       | 30.2     | 40.1     | 36.0     | 81.7     | 3.5      | 1.9      | 1.2      | 0.2      | 11.1     |
| 2015–16 | Illinois | 28       | 25       | 35.1     | 42.8     | 39.1     | 79.4     | 5.0      | 1.7      | 1.5      | 0.2      | 15.5     |
| 2016–17 | Oakland  | Redshirt | Redshirt | Redshirt | Redshirt | Redshirt | Redshirt | Redshirt | Redshirt | Redshirt | Redshirt | Redshirt |
| 2017–18 | Oakland  | 30       | 26       | 37.9     | 43.5     | 39.4     | 83.8     | 4.7      | 3.8      | 1.5      | 0.4      | 25.9     |
| Total   | Total    | 126      | 87       | 30.1     | 42.8     | 38.6     | 82.1     | 3.6      | 2.1      | 1.2      | 0.2      | 14.2     |

### Profesional

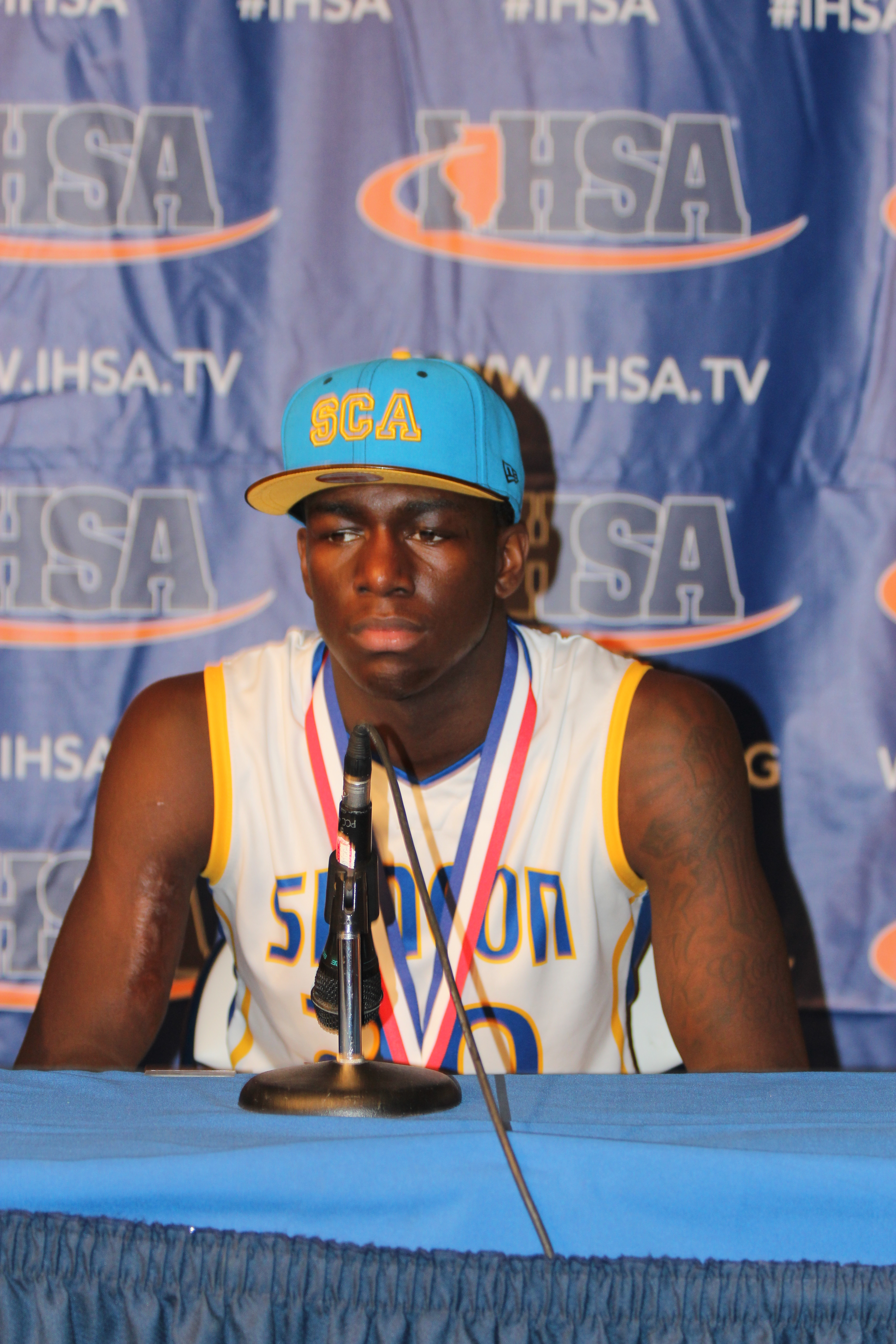
Nunn en 2013.

Tras no ser elegido en el Draft de la NBA de 2018, disputó las Ligas de Verano de la NBA con los Golden State Warriors, promediando 12,3 puntos y 5,6 rebotes en siete partidos. Finalmente fue cortado por los Warriors, aunque días más tarde fue incorporado a la plantilla de su filial en la G League, los Santa Cruz Warriors.
El 10 de abril de 2019 los Miami Heat anunciaron el fichaje de Nunn. El base zurdo comenzó destacando como titular y siendo el máximo anotador de los rookies en la Opening Week. Al término de la temporada fue elegido en el mejor quinteto de rookies.
El 3 de agosto de 2021 Los Angeles Lakers anunciaron la contratación de Nunn por 10 millones de dólares para los próximos dos años, donde el segundo año tendrá opción de jugador. El 21 de octubre, se le diagnosticó una contusión ósea en la rodilla derecha y se esperaba que se perdiera varias semanas. El 6 de diciembre su entrenador,  Frank Vogel, dijo que podría volver durante el mes de diciembre. El 17 de enero, sufrió una recaída en su rehabilitación. El 8 de febrero se dijo que probablemente no regresase en toda la temporada, circunstancia que finalmente sucedió, no vistiéndose de corto en toda la temporada.
El 23 de enero de 2023 fue traspasado a Washington Wizards junto con tres futuras segundas rondas del draft a cambio de Rui Hachimura.
El 31 de octubre de 2023, firma hasta final de temporada con el Panathinaikos griego de la Greek Basket League y la Euroliga. En su segunda temporada en Grecia fue nombrado MVP de la fase regular de la Euroliga.

## Selección nacional
Representó a su país a nivel juvenil, siendo parte del equipo estadounidense campeón del Campeonato FIBA Américas Sub-16 de 2011 y del Campeonato Mundial de Baloncesto Sub-17 de 2012.

## Estadísticas de su carrera en la NBA

### Temporada regular
| Año     | Equipo      | PJ  | PT  | MPP  | %TC  | %3P  | %TL  | RPP | APP | ROB | TPP | PPP  |
| ------- | ----------- | --- | --- | ---- | ---- | ---- | ---- | --- | --- | --- | --- | ---- |
| 2019-20 | Miami       | 67  | 67  | 29.3 | .439 | .350 | .850 | 2.7 | 3.3 | .8  | .2  | 15.3 |
| 2020-21 | Miami       | 56  | 44  | 29.5 | .485 | .381 | .933 | 3.2 | 2.6 | .9  | .3  | 14.6 |
| 2022-23 | L.A. Lakers | 39  | 2   | 13.5 | .406 | .325 | .810 | 1.4 | .9  | .3  | .1  | 6.7  |
| 2022-23 | Washington  | 31  | 0   | 14.1 | .447 | .392 | .900 | 1.7 | 1.8 | .5  | .1  | 7.5  |
| Total   | Total       | 193 | 113 | 23.7 | .451 | .362 | .876 | 2.4 | 2.4 | .7  | .2  | 12.1 |

### Playoffs
| Año   | Equipo | PJ | PT | MPP  | %TC  | %3P  | %TL   | RPP | APP | ROB | TPP | PPP  |
| ----- | ------ | -- | -- | ---- | ---- | ---- | ----- | --- | --- | --- | --- | ---- |
| 2020  | Miami  | 15 | 0  | 15.9 | .391 | .279 | 1.000 | 2.1 | 1.3 | .2  | .2  | 6.1  |
| 2021  | Miami  | 4  | 2  | 23.3 | .395 | .278 | 1.000 | 1.5 | 1.5 | .5  | .0  | 10.3 |
| Total | Total  | 19 | 2  | 17.5 | .393 | .279 | 1.000 | 2.0 | 1.4 | .3  | .2  | 7.0  |